# Nationalisme thaï
Le nationalisme thaï est une idéologie politique impliquant l'application du nationalisme au discours politique de la Thaïlande. Il est d'abord popularisé par le roi Rama VI (1910-1925), puis adopté et adapté par diverses factions politiques importantes tout au long du XXe siècle.

## Histoire
Les origines de la pensée nationaliste thaïlandaise proviennent de la création de l'État-nation thaïlandais, au milieu du XIXe siècle, sous les règnes de Rama IV (1851-1868) et Rama V (1868-1910), dont les réformes en réponse aux pressions coloniales aboutissent à la reconceptualisation du royaume en tant que politique moderne. Rama IV, à travers ses nombreux écrits, promouvait le nationalisme comme une idéologie distincte, utilisant des récits historiques écrits par le prince Damrong Rajanubhab et popularisant ses conceptions du patriotisme. Il attribue le pays à une trinité de « nation-religion-monarchie », concepts représentés par le drapeau national adopté en 1917. Selon lui, la nation thaïlandaise est « un corps corporatif de personnes vivant à l'intérieur des frontières du Siam, imprégnées d'une identité commune, poursuivant des buts communs et plaçant les intérêts publics avant les intérêts privés ».
Après le coup d'État sans effusion de sang qui abolit la monarchie absolue en 1932 et l'abdication du successeur de Rama VII en 1935, l'accession au pouvoir du Premier ministre Plaek Phibunsongkhram voit la promotion d'une nouvelle vague de nationalisme pendant son premier mandat, de 1938 à 1944. Soutenu par les écrits de son conseiller culturel Luang Wichitwathakan, le nom officiel du pays est changé de Siam en Thaïlande en 1939, et des mandats culturels et des réformes visant à définir l'identité thaï sont mis en œuvre pour promouvoir l'assimilation nationale des immigrants chinois et d'autres minorités non thaïlandaises, dans le cadre d'un processus connu sous le nom de thaïfication. Une idéologie irrédentiste, connue sous le nom de pan-thaïsme, est promue dans le but de récupérer des territoires perdus des Français et des Britanniques, qui ont été brièvement réalisés pendant la Seconde Guerre mondiale mais cédés par la suite,.
Alors que la politique nationale bascule vers une position anticommuniste pendant la guerre froide, le nationalisme thaïlandais est de nouveau réaffirmé sous le mandat de Sarit Thanarat, qui dépose Phibun en 1957 et devient Premier ministre en 1958. Sarit promouvoit la renaissance de l'institution de la monarchie, qui avait perdu de son influence depuis le coup d'État de 1932. Le gouvernement promouvoit l'image publique du roi Rama IX, dont les nombreux projets de développement visent à profiter à des communautés rurales éloignées, et le roi en vient à être considéré comme une figure unificatrice et un symbole de loyauté nationale. À partir des années 1970, la devise de la nation-religion-monarchie est relancée et le concept de « démocratie avec le roi comme chef de l'État » est promu comme pilier de la gouvernance du pays.

## XXIesiècle
En 2018, le gouvernement thaïlandais créé une campagne de « soft power » appelée Thai Niyom (« thaïisme ») (en thaï : ไทÄMPนิม) pour renforcer la notion d'exceptionnalisme thaïlandais. Il comprend les « 12 valeurs fondamentales », qui rappellent les précédents mandats culturels thaïlandais. La campagne est critiquée par des universitaires comme de la « pure propagande d'État »,. En 2019, la montée du Parti du nouvel avenir et son intention de changer l'ordre politique, économique et social existant en promouvant l'égalité, la décentralisation et la modernisation, donnent lieu à des accusations de la part des opposants conservateurs du chung chart (en thaï : ชังชmpingติ, signifiant « haine de la nation » ou « anti-patriotisme »), une nouvelle variante de l'« anti-thaïisme ». L'homme politique conservateur Warong Dechgitvigrom déclare : « [...] aujourd'hui, on tente d'inculquer à la nouvelle génération des croyances dangereuses, que j'appellerais chart... ». Il définit l'antipatriotique comme « [...] les gens qui insultent la monarchie, ne soutiennent pas la religion, méprisent leur propre culture, disent du mal de leur propre pays et refusent d'accepter les décisions des tribunaux »,.
Le Premier ministre Prayut Chan-o-cha, début 2020, ordonne au Département des Beaux-Arts de tourner une série de films de guerre pour stimuler le patriotisme thaïlandais. La série décrira les engagements de la Thaïlande dans les guerres mondiales et régionales, comme la bataille de Pork Chop Hill (1953) et la guerre du Viêt Nam, ainsi que le rôle de la Thaïlande dans les Première et Seconde Guerres mondiales. Une seconde série de films racontera les batailles avec des envahisseurs étrangers, comme la bataille de Ko Chang en 1941 pendant la guerre franco-thaïlandaise. Une troisième série portera sur les conflits locaux et internes, tels que la bataille de Khao Kho (1968) et la bataille des collines (1988). Les films seront probablement des longs métrages et non des documentaires. Le but de ces films est de « susciter un sentiment de patriotisme » pour aider à réduire les conflits sociaux.